# Ciao amico
Ciao amico è un film del 1983 diretto da Claude Berri.

## Riconoscimenti
- Premi César 1984
  - miglior attore (Coluche)
  - migliore attore non protagonista (Richard Anconina)
  - migliore promessa maschile (Richard Anconina)
  - miglior fotografia
  - miglior sonoro